# エアロ・コントラクターズ
エアロ・コントラクターズ・カンパニー・オブ・ナイジェリア・リミテッド（Aero Contractors Company of Nigeria Limited）は、エアロ・コントラクターズとして知られているナイジェリアのムルタラ・モハンマド国際空港（ラゴス）を拠点とする航空会社。ヘリコプター、飛行機にて国内便、国際便の定期便や、チャータ便、貸切便を運航する。ヘリコプターは遠隔地に存在するガス生産拠点や石油生産拠点などに移動する際に使われる。

## 歴史

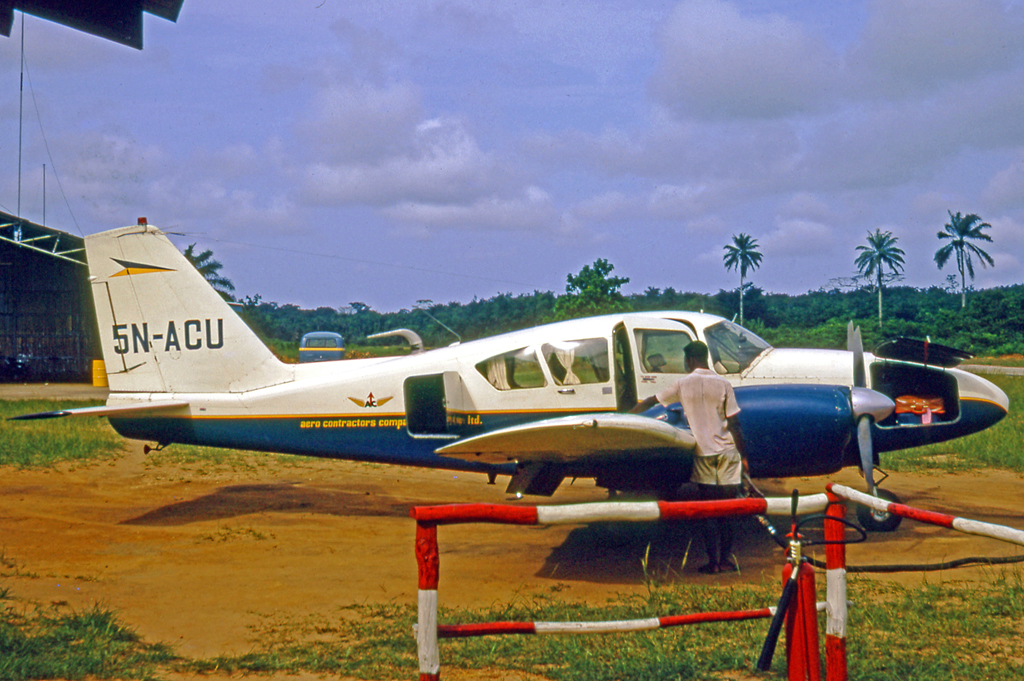
6人乗りのチャーター機Piper PA-23 (1970年)

エアロ・コントラクターズはシュレイナー航空の完全子会社として1959年に組織され、1960年に登録された。
1973年にナイジェリア資本は40%に増加し、1976年には60%に増加した。これは1977年に施行された外資規制法令のためにナイジェリア資本を増加させたものである。2004年に40%の株式を持つシュレイナー航空はCHCヘリコプターに買収された。残りの60%はイブル家が保有していた。
2010年7月1日にCHCヘリコプターは保有していた株式を1ナイラでイブル家に売却し、イブル家が株式を100%持つことになった。
2013年3月に職員が人員の縮小、アウトソーシング化に反対しストライキを行った。この結果、18日間フライトは休止、航空券販売額としては最低でも100億ナイラの損害が発生した。資金繰り悪化のためナイジェリア政府の公的企業であるアセット・マネジメント・オブ・ナイジェリア（AMCON）がエアロコントラクターズの株式の60%を持つことになり、2013年8月にはAMCONが経営権を掌握したと報じられた。
2013年8月にナイジェリア政府はエアロ・コントラクターズをフラッグキャリアとして利用し、「ナイジェリア・イーグル」と名前を変更し、新規株式上場によって2000億ナイラを獲得すると報じられた。

## 企業概要

### 所有者
イブル家が完全所有していたが、2014年現在はナイジェリア政府の公的企業であるアセット・マネジメント・オブ・ナイジェリア（AMCON）が60%、イブル家が40%所有している。

### 構造
エアロ・コントラクターズは以下の2つの部署がある。:

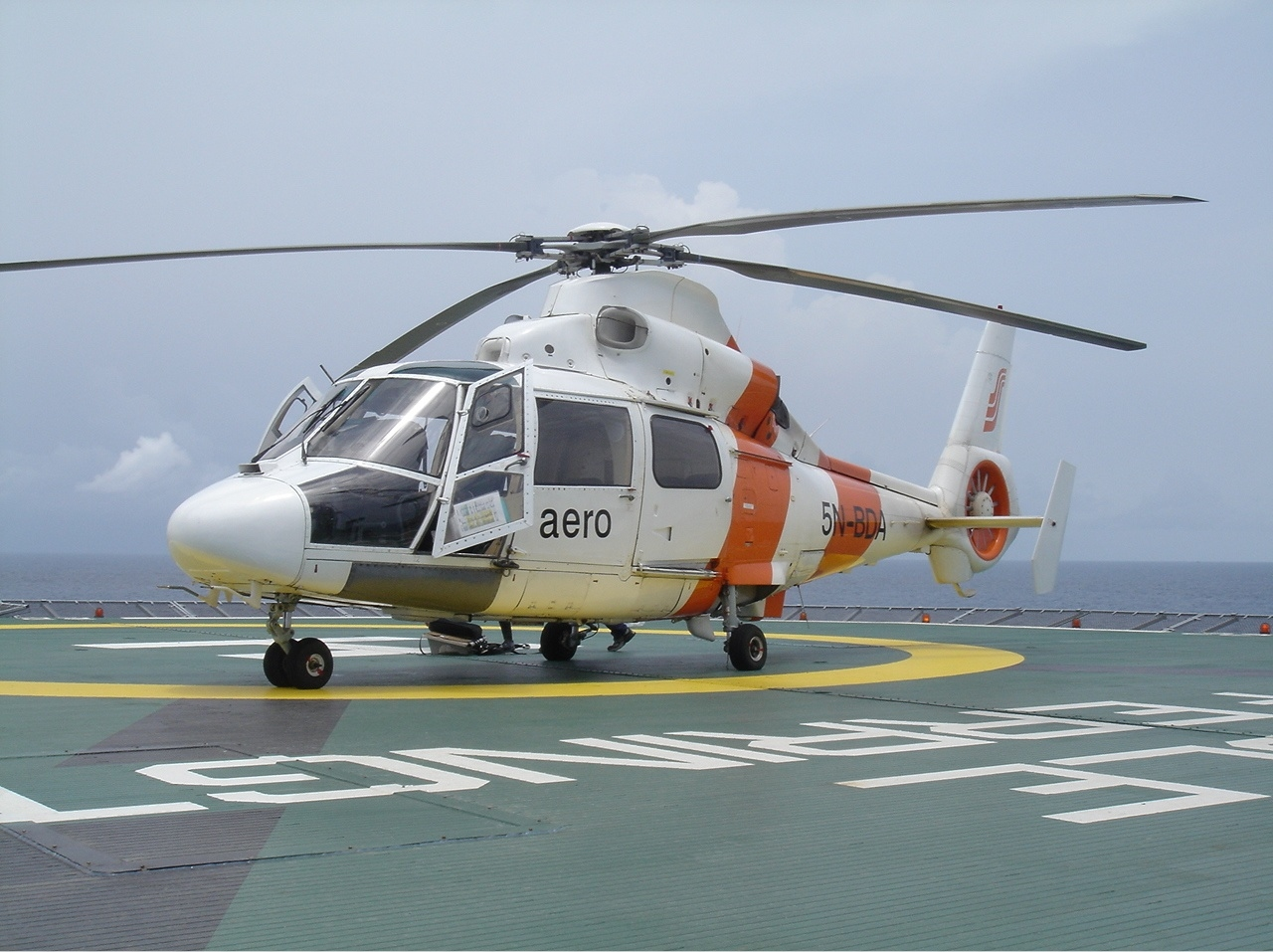
アエロスパシアル AS 365 ドーファン2

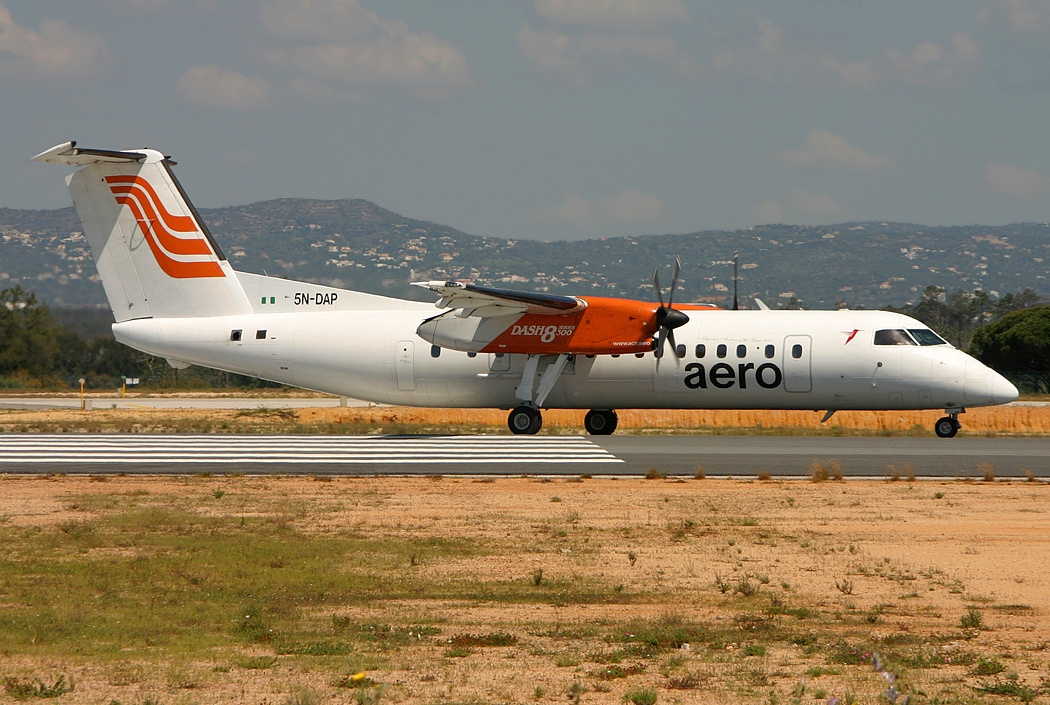
デ・ハビランド・ダッシュ 8

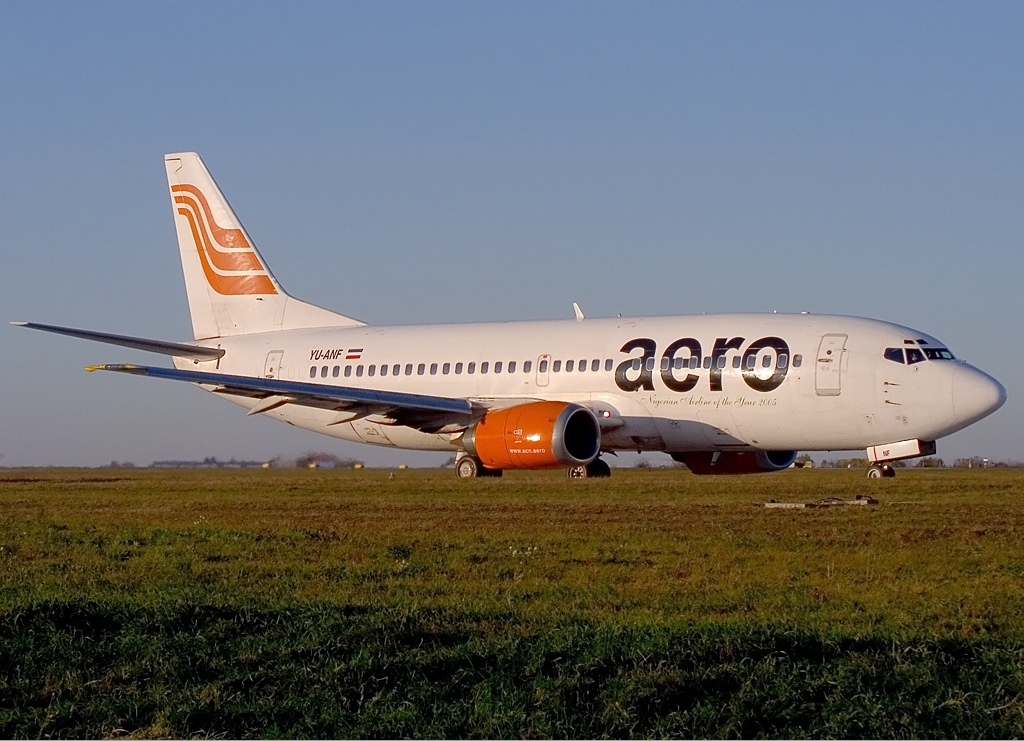
ボーイング737-300 (退役)

- エアロ・ナイジェリア - ナイジェリア、西アフリカで航空機による定期便を運航。
- ロータリー・ウィング – ヘリコプターをガス、石油関係企業に提供。

エアロ・コントラクターズはロータリー・ウィングの部門でCHCヘリコプターと技術協力関係を結んでいる。

## 就航路線
以下の空港に就航している。:
 カメルーン
- ドゥアラ - ドゥアラ国際空港

 ガーナ
- アクラ - コトカ国際空港

 ナイジェリア
- アブジャ - ンナムディ・アジキウェ国際空港
- アサバ - アサバ国際空港
- ベニンシティ - ベニン空港
- カラバル - マーガレット・エクポ国際空港
- カドゥナ - カドゥナ空港
- カノ - マラム・アミヌ・カノ国際空港
- エヌグ - アカヌ・イビアム国際空港
- ラゴス - ムルタラ・モハンマド国際空港 ハブ
- オウェリ - サム・ムバクウェ空港
- ポートハーコート:
  - ポートハーコート空軍基地（英語版）
  - ポートハーコート国際空港
- ウヨ - アクワ・イボム国際空港
- ワリ - ワリ空港（英語版）
- ソコト - サディク・アブバカール3世国際空港

## 機材
2014年1月現在での固定翼の航空機の機材は以下: